# Jeep Wrangler
El Jeep Wrangler es un popular automóvil todoterreno fabricado por la compañía estadounidense FCA Group (Fiat Chrysler Automobiles) y vendido bajo la marca Jeep. Es el sucesor del Jeep CJ, la versión civil del Willys MB, un vehículo militar utilizado por el ejército de Estados Unidos en la Segunda Guerra Mundial.
El Wrangler abarca cuatro generaciones distintas, denominadas internamente YJ, TJ, JK y JL, lanzadas en los años 1987, 1997, 2007 y 2017 respectivamente. Desde 1987 hasta 1992 el Wrangler fue fabricado en Brampton, Ontario, Canadá, desde cuando el Wrangler se fabrica en Toledo (Ohio), Estados Unidos.
El nombre "Wrangler" no se usó en Canadá, porque era un nivel de equipamiento de una camioneta de Chevrolet en aquel mercado. Sin embargo, desde 1987 hasta 1995 fueron vendidos con el sobrenombre de "YJ" y desde 1997 hasta 2006 como "TJ".
Los modelos actuales son el Wrangler 2-door JL y el Wrangler 4-door JL.

## Primera generación - YJ (1987–1996)

### Versiones
- 1986–1995 Wrangler Islander
- 1988–1995 Wrangler Laredo
- 1991-1995 Wrangler Renegade
- 1990-1995 Wrangler Rio Grande
- 1990-1993 Wrangler Texan
- 1989-1995 Wrangler Base
- 1989-1995 Wrangler Sahara
- 1990-1995 Wrangler Sport
- 1990-1995 Wrangler SE
- 1990-1995 Wrangler LIMITED

### Motorizaciones
| Periodo                        | 1987-1990                         | 1991-1993                         | 1993-1995                         | 1991-1993                          | 1993-1995                                                                      | 1987-1990                               |                      |                      |
| Identificación del motor       | AMC 150                           | AMC 150                           | AMC 150                           | AMC 242                            | AMC 242                                                                        | AMC 258                                 |                      |                      |
| Tipo de motor                  | L4 8v OHV, inyección monopunto    | L4 8v OHV, inyección multipunto   | L4 8v OHV, inyección multipunto   | L6 12v OHV, inyección multipunto   | L6 12v OHV, inyección multipunto                                               | L6 12v OHV, inyección monopunto         |                      |                      |
| Diámetro x carrera             | 101.6 mm × 76.2 mm                | 101.6 mm × 76.2 mm                | 101.6 mm × 76.2 mm                | 98.4 mm × 86.7 mm                  | 98.4 mm × 86.7 mm                                                              | 95.3 mm × 99.1 mm                       |                      |                      |
| Cilindrada                     | 2471 cm³                          | 2471 cm³                          | 2471 cm³                          | 3956 cm³                           | 3956 cm³                                                                       | 4235 cm³                                |                      |                      |
| Relación de compresión         | 9.2: 1                            | 9.1: 1                            | 9.1: 1                            | 8.8: 1                             | 8.8: 1                                                                         | 9.2: 1                                  |                      |                      |
| Potencia máxima: CV (kW) @ rpm | 103 CV (76 kW) @ 5000             | 121 CV (89 kW) @ 5300             | 124 CV (91 kW) @ 5300             | 178 CV (131 kW) @ 4700             | 184 CV (135 kW) @ 4700                                                         | 121 CV (89 kW) @ 3200                   |                      |                      |
| Par máximo: Nm @ rpm           | 172 Nm @ 3000                     | 189 Nm @ 2900                     | 195 Nm @ 2850                     | 288 Nm @ 3850                      | 290 Nm @ 2950                                                                  | 259 Nm @ 2000                           |                      |                      |
| Tracción                       | Total (Command-Trac)              | Total (Command-Trac)              | Total (Command-Trac)              | Total (Command-Trac)               | Total (Command-Trac)                                                           | Total (Command-Trac)                    | Total (Command-Trac) | Total (Command-Trac) |
| Transmisión                    | Manual, 5 velocidades (Aisin AX5) | Manual, 5 velocidades (Aisin AX5) | Manual, 5 velocidades (Aisin AX5) | Manual, 5 velocidades (Aisin AX15) | Manual, 5 velocidades (Aisin AX15) / Automática, 3 velocidades (Chrysler 32RH) | Manual, 5 velocidades (Peugeot BA-10/5) |                      |                      |
| Peso                           | 1405 kg                           | 1395 kg                           | 1395 kg                           | 1455 kg                            | 1455 kg                                                                        | 1465 kg                                 |                      |                      |
| Aceleración 0–100 km/h         | 15.7 s                            | 13.3 s                            | 13.1 s                            | 9.4 s                              | 9.2 s                                                                          | -                                       |                      |                      |
| Velocidad máxima               | 145 km/h                          | 150 km/h                          | 151 km/h                          | 161 km/h                           | 161 km/h                                                                       | 140 km/h                                |                      |                      |
| Consumo combinado (L/100 km)   | -                                 | 13.7                              | 13.4                              | 15.3                               | 15.0                                                                           | -                                       |                      |                      |

### Versiones comercializadas en Venezuela
La versión más Light del coche ya que su llamativa parrilla cromada con las luces cuadradas y su mínima altura lo convierten en un todoterreno básico .
En Venezuela se comercializaron los YJ en versiones chasis corto y chasis largo,  todos equipados con 6 cilindros y 
4.0L de desplazamiento AMC I6 (gasoline)
Entre 1992 y 1994 se comercializó la versión chasis corto "Renegade" la cual debido a una publicidad de ese país le denominaron "Bestia" ese modelo estaba equipado con Transmisión Manual y Automática.
en Venezuela poseen diferencial semi-flotante Dana-44 instalado de fábrica en el eje trasero. como equipamiento estándar.

## Segunda generación - TJ (1997–2006)
En la primavera de 1989 Chrysler pone a la venta al nuevo TJ como modelo 1990, el cual tenía más del 70% de piezas nuevas respecto al anterior YJ, buscando regresar a la esencia y tradición de la marca Jeep, pero actualizando a un ya gran clásico del automovilismo mundial.
Con el TJ se regresó a los tradicionales faros redondos, puesto que los cuadrados fueron muy criticados por los fanáticos de la marca, otra mejora en el nuevo modelo fue la incorporación de una suspensión heredada de la Jeep Grand Crerokee con muelles helicoidales, dejando atrás las clásicas ballestas que montaban los modelos CJ y YJ anteriores. Con la instalación del nuevo esquema de suspensión, se proporcionó al nuevo Jeep Wrangler TJ de una mayor comodidad y seguridad en carretera sin sacrificar sus capacidades Off Road, por el contrario, se aumentaron estas al tener una suspensión con mayor recorrido y más absorbente de las irregularidades del terreno.
El TJ Wrangler SE montaba un motor de origen AMC con 2.5 litros y cuatro cilindros en línea, en el año 2003 dicho motor se cambia por un motor más moderno  con 4 cilindros en línea, 2.4 litros de desplazamiento y configuración DOHC, heredado del Dodge Stratus.
El Jeep Wrangler TJ (X, Sport, Sahara, Rubicón ) montaba el conocido motor AMC de seis cilindros en línea y 4.0 litros con sistema de inyección Chrysler, que tuvieron tanto la Cherokee, la Grand Cherokee y el Wrangler, considerado como uno de los mejores motores para uso Off-road que se han producido, ya que, el 60% de su par motor total de 298Nm (220 lb·ft) es decir, 179Nm (132lb·ft), está disponible al ralentí, haciendo que su capacidad para subir pendientes pronunciadas y escalar rocas sea muy superior a motores de su misma cilindrada. El motor de seis cilindros en línea con 4.0 litros de desplazamiento es además un motor muy duradero y fiable, siendo el preferido de la mayoría de los "Jeeperos", aun frente al más moderno 3.8 litros que monta la nueva generación JK o el actual 3.6 litros, ya que estos dos motores más modernos, tienen una entrega de par motor a más altas revoluciones, siendo muy débiles en revoluciones bajas frente al viejo 4.0 litros AMC.
El TJ es el vehículo preferido por los amantes del Off-road, existen una gran cantidad de accesorios y conversiones disponibles que se encuentran a la venta para personalizar y modificar al Wrangler TJ, teniendo un sinfín de posibilidades de personalización y mejoras,  otorgando al TJ una gran capacidad para sortear cualquier obstáculo fuera del camino.
Uno de los principales defectos del TJ es su baja altura para ser un vehículo Todo Terreno, en caso de pretender realizar Off Road serio es necesario instalar sistemas de suspensiones más altas, que van desde 2 pulgadas hasta 10 y, en ocasiones la instalación de brazos largos dando lugar a grandes recorridos de la suspensión y la posibilidad de transitar casi por cualquier parte.

### Versiones
- 1997–2006  Wrangler SE
- 2002–2006 Wrangler X
- 1997–2006 Wrangler Sport
- 1997–2004 Wrangler Sahara
- 2003–2006Wrangler Rubicon
- 2004–2006 Wrangler Unlimited (extraoficialmente apodado "LJ")
- 2005–2006 Wrangler Unlimited Rubicon  (extraoficialmente apodado "LJ")

#### Ediciones Especiales del TJ
- 60 Aniversario, 2001
- 65 Aniversario, 2006
- Apex Edition,  2002 y 2003
- Columbia Edition, 2004
- Freedom Edition,  2003
- Águila Dorada, 2006
- Montañas Rocosas, 2003, 2004 y 2005
- Rubicon Unlimited Sahara, 2005 (1000 unidades numeradas)
- Tomb Raider, 2003 (1001 unidades)
- Willis,  2004 y 2005

### Motorizaciones
| Periodo                        | 2002-2006 | 1997-2002                          | 1997-2004                                                                    | 2004-2006                                                                              |
| Identificación del motor       | Chrysler EDZ | AMC 150                            | AMC 242                                                                      | AMC 242                                                                                |
| Tipo de motor                  | L4 16v DOHC | L4 8v OHV                          | L6 12v OHV                                                                   | L6 12v OHV                                                                             |
| Diámetro x carrera             | 87.5 mm × 101.0 mm | 101.6 mm × 76.2 mm                 | 98.4 mm × 86.7 mm                                                            | 98.4 mm × 86.7 mm                                                                      |
| Cilindrada                     | 2429 cm³ | 2471 cm³                           | 3956 cm³                                                                     | 3956 cm³                                                                               |
| Relación de compresión         | 9.5: 1 | 9.1: 1                             | 8.7: 1                                                                       | 8.7: 1                                                                                 |
| Potencia máxima: CV (kW) @ rpm | 143 CV (105 kW) @ 5200                                                                                                | 118 CV (87 kW) @ 5200              | 177 CV (130 kW) @ 4600                                                       | 177 CV (130 kW) @ 4600                                                                 |
| Par máximo: Nm @ rpm           | 215 Nm @ 4000 | 186 Nm @ 3600                      | 290 Nm @ 3600                                                                | 305 Nm @ 2700                                                                          |
| Tracción                       | Total (Command-Trac)                                                                                                  | Total (Command-Trac)               | Total (Command-Trac)                                                         | Total (Command-Trac)                                                                   |
| Transmisión                    | (Hasta 2004) Manual, 5 velocidades (New Venture Gear NV1500) (Desde 2004) Manual, 6 velocidades (Daimler-Benz NSG370) | Manual, 5 velocidades (Aisin AX-5) | Manual, 5 velocidades (Aisin AX15) Automática, 3 velocidades (Chrysler 32RH) | Manual, 6 velocidades (Daimler-Benz NSG370) Automática, 4 velocidades (Chrysler 42RLE) |
| Peso                           | 1524 kg | 1430 kg                            | 1495 kg                                                                      | 1565 kg                                                                                |
| Aceleración 0–100 km/h         | 11.9 s | 15.0 s                             | 9.2 s                                                                        | 9.9 s                                                                                  |
| Velocidad máxima               | 164 km/h | 142 km/h                           | 174 km/h                                                                     | 174 km/h                                                                               |
| Consumo combinado (L/100 km)   | 10.4 | 11.1                               | 12.2                                                                         | 13.0                                                                                   |

### Transmisiones automáticas
- 1997-2002: 30RH, 3 velocidades, se utilizó en los modelos de cuatro cilindros. Relaciones: 1.ª 2.74, 2.ª 1.54, 3.ª 1.00. Relación Final 2.20.
- 1997-2002: 32RH, 3 velocidades, se utilizó con los motores seis cilindros. Relaciones: 1.ª 2.74, 2.ª 1.54, 3.ª 1.00. Relación Final 2.20.
- 2004-2006: 42RLE, 4 velocidades, se utilizó con los motores de cuatro y seis cilindros. Relaciones: 1.ª 2.84, 2.ª 1.57, 3.ª 1.00, 4.ª 0.69. Relación Final: 2.21.

En todos los modelos (excepto el Rubicón) se utilizó la caja de transferencia  NP-231(Relación de reducción de 2.7:1) y diferenciales Dana 30 adelante y Dana 35 atrás, opcionalmente en el modelo Sport y el Sahara se podría comprar con Dana 44 atrás, otorgándole una mayor fuerza y capacidad Off Road al TJ. Por su parte el Rubicón Tj montó una caja de transferencia NV241R (Relación de reducción de 4.0:1) y diferenciales Dana 44 tanto al frente como en la parte trasera con bloqueadores neumáticos de baja presión; El diferencial trasero al no estar bloqueado actúa como un diferencial de deslizamiento limitado o LSD, siendo un diferencial bastante polivalente en su uso. Por desgracia, los diferenciares Dana 44 del Rubicón se construyeron con dimensiones más pequeñas y, cercanas a los débiles Danas 30 y 35 de serie de los TJ's incluso comparte algunas partes con el Dana 30 frontal, esto en respecto al resto de los Dañas 44 normales, restándoles resistencia al montar neumáticos grandes de 35 pulgadas y con posibilidades de romper alguna parte del diferencial.

## Tercera generación - JK (2006-2017)

### Versiones
- JK Wrangler X, 2 o 4 puertas (Unlimited)
- JK Wrangler Sport, 2 o 4 puertas (Unlimited)
- JK Wrangler Mountain, 2 o 4 Puertas (Unlimited)
- JK Wrangler Sahara, 2 o 4 puertas (Unlimited)
- JK Wrangler Rubicon, 2 o 4 puertas (Unlimited)

### Motorizaciones
| Periodo                        | 2012-2018                                                 | 2006-2012                                                                              | 2006-2012                                                                                | 2012-2018                                                                                             |                      |
| Identificación del motor       | Chrysler Pentastar                                        | Chrysler EGH                                                                           | VM Motori R 428                                                                          | VM Motori R 428                                                                                       |                      |
| Tipo de motor                  | V6 24v DOHC                                               | V6 12v OHV                                                                             | L4 16v DOHC, inyección directa, common-rail, turbo, intercooler                          | L4 16v DOHC, inyección directa, common-rail, turbo, intercooler                                       |                      |
| Diámetro x carrera             | 96.0 mm × 83.0 mm                                         | 96.0 mm × 87.0 mm                                                                      | 94.0 mm × 100.0 mm                                                                       | 94.0 mm × 100.0 mm                                                                                    |                      |
| Cilindrada                     | 3604 cm³                                                  | 3778 cm³                                                                               | 2776 cm³                                                                                 | 2776 cm³                                                                                              |                      |
| Relación de compresión         | 10.2: 1                                                   | 9.6: 1                                                                                 | 17.5: 1                                                                                  | 16.5: 1                                                                                               |                      |
| Potencia máxima: CV (kW) @ rpm | 284 CV (209 kW) @ 6350                                    | 199 CV (146 kW) @ 5000                                                                 | 177 CV (130 kW) @ 3800                                                                   | 200 CV (147 kW) @ 3600                                                                                |                      |
| Par máximo: Nm @ rpm           | 347 Nm @ 4300                                             | 315 Nm @ 4000                                                                          | 410 Nm @ 2000-2600                                                                       | 410 Nm @ 2000-3200                                                                                    |                      |
| Tracción                       | Total (Command-Trac)                                      | Total (Command-Trac)                                                                   | Total (Command-Trac)                                                                     | Total (Command-Trac)                                                                                  | Total (Command-Trac) |
| Transmisión                    | Automática, 5 velocidades (Daimler-Benz 5G-Tronic W5A580) | Manual, 6 velocidades (Daimler-Benz NSG370) Automática, 4 velocidades (Chrysler 42RLE) | Manual, 6 velocidades (Daimler-Benz NSG370) Automática, 5 velocidades (Chrysler 5-45RFE) | Manual, 6 velocidades (Daimler-Benz NSG370) Automática, 5 velocidades (Daimler-Benz 5G-Tronic W5A580) |                      |
| Peso                           | 1753 kg                                                   | 1730 kg                                                                                | 1805 kg                                                                                  | 1870 kg                                                                                               |                      |
| Aceleración (0-100 km/h)       | 8.1 s                                                     | 9.6 s                                                                                  | 11.2 s                                                                                   | 10.6 s                                                                                                |                      |
| Velocidad máxima               | 180 km/h (Limitada electrónicamente)                      | 180 km/h (Limitada electrónicamente)                                                   | 180 km/h (Limitada electrónicamente)                                                     | 180 km/h (Limitada electrónicamente)                                                                  |                      |
| Consumo combinado (L/100 km)   | 11.0                                                      | 11.5                                                                                   | 9.9                                                                                      | 9.0                                                                                                   |                      |

## Cuarta generación - JL (2017-presente)

### Versiones
- Wrangler Sport 2-door
- Wrangler Sport 4-door
- Wrangler Sport S 2-door
- Wrangler Sport S 4-door
- Wrangler Sahara 4-door
- Wrangler Rubicon 2-door
- Wrangler Rubicon 4-door

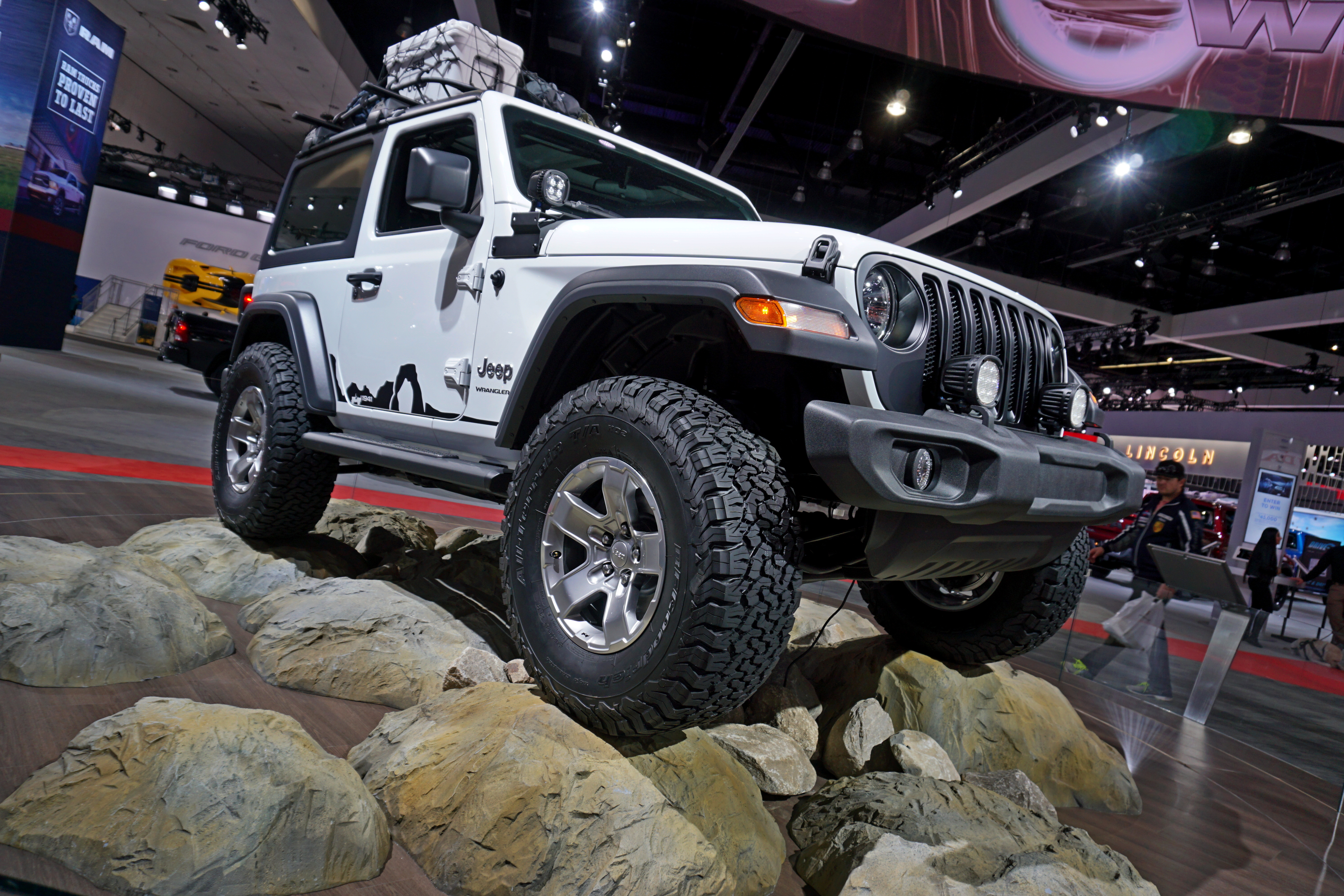
Wrangler 2-door JL (Mopar)
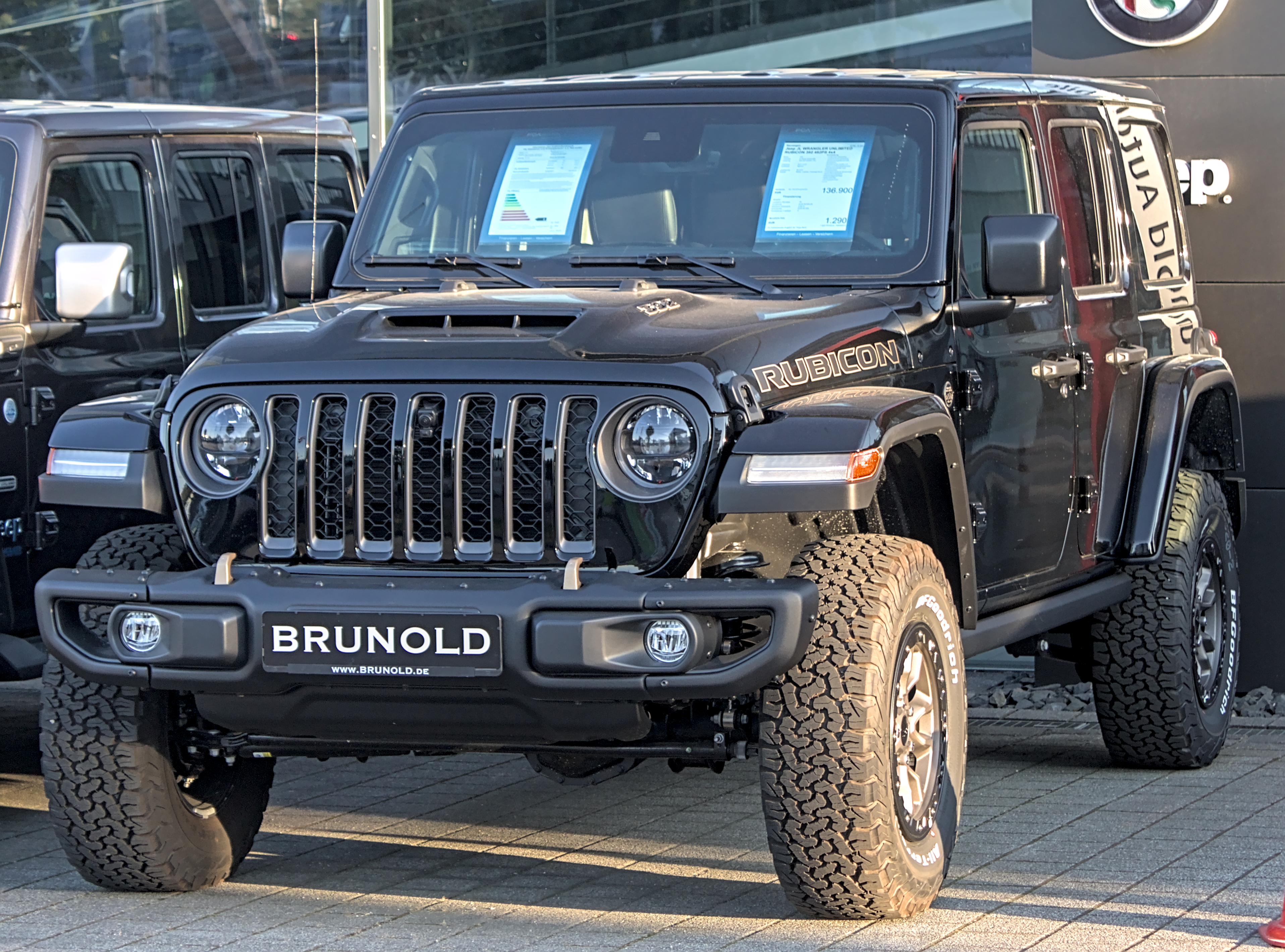
Jeep Wrangler Unlimited Rubicon 392

### Motorizaciones
|                                | Motores de gasolina                                | Motores de gasolina                                                        | Motores de gasolina                  | Motores diésel                                                  |
|                                | 2.0T                                               | 2.0 4xe                                                                    | Rubicon 392                          | 2.2 Multijet                                                    |
| ------------------------------ | -------------------------------------------------- | -------------------------------------------------------------------------- | ------------------------------------ | --------------------------------------------------------------- |
| Periodo                        | 2018-presente                                      | 2021-                                                                      | 2021-                                | 2018-presente                                                   |
| Identificación del motor       | FCA Global Medium Engine                           | FCA Global Medium Engine                                                   | Chrysler HEMI                        | Fiat JTD                                                        |
| Tipo de motor                  | L4 16v DOHC, inyección directa, turbo, intercooler | L4 16v DOHC, inyección directa, turbo, intercooler Motor eléctrico de 400V | V8 16v OHV                           | L4 16v DOHC, inyección directa, common-rail, turbo, intercooler |
| Diámetro x carrera             | 84.0 mm × 90.0 mm                                  | 84.0 mm × 90.0 mm                                                          | 103.9 mm × 94.5 mm                   | 83.8 mm × 99.0 mm                                               |
| Cilindrada                     | 1995 cm³                                           | 1995 cm³                                                                   | 6417 cm³                             | 2184 cm³                                                        |
| Relación de compresión         | 10.0: 1                                            | 10.0: 1                                                                    | 10.9: 1                              | 15.5: 1                                                         |
| Potencia máxima: CV (kW) @ rpm | 272 CV (200 kW) @ 5250                             | 272 CV (200 kW) @ 5250 + 136 CV (100 kW)                                   | 470 CV (346 kW) @ 6000               | 200 CV (147 kW) @ 3500                                          |
| Par máximo: Nm @ rpm           | 400 Nm @ 3000-4500                                 | 400 Nm @ 3000-4500 + 245 Nm                                                | 637 Nm @ 4300                        | 450 Nm @ 2000                                                   |
| Tracción                       | Total (Command-Trac) Rubicon: Total (Rock-Trac)    | Total (Command-Trac) Rubicon: Total (Rock-Trac)                            | Total (Selec-Trac)                   | Total (Command-Trac) Rubicon: Total (Rock-Trac)                 |
| Transmisión                    | Automática, 8 velocidades (ZF 8HP)                 | Automática, 8 velocidades (ZF 8HP75PH)                                     | Automática, 8 velocidades (ZF 8HP75) | Automática, 8 velocidades (ZF 8HP)                              |
| Peso                           | 2013 kg                                            | 2369 kg                                                                    | 2315 kg                              | 2119 kg                                                         |
| Aceleración (0-100 km/h)       | 7.6 s                                              | 6.3 s                                                                      | 4.8 s                                | 9.6 s                                                           |
| Velocidad máxima               | 180 km/h                                           | -                                                                          | -                                    | 180 km/h                                                        |
| Consumo combinado (L/100 km)   | 11.6                                               | 4.7                                                                        | -                                    | 9.5                                                             |

## Ventas
| Año  | Estados Unidos | Canadá | España | Total   |
| ---- | -------------- | ------ | ------ | ------- |
| 2006 | 80.271         |        |        |         |
| 2007 | 119.243        | 9.834  | -      | 129.077 |
| 2008 | 84.615         | 12.137 | -      | 96.752  |
| 2009 | 82.044         | 7.271  | -      | 89.315  |
| 2010 | 94.310         | 11,062 | -      | 105.372 |
| 2011 | 122.460        | 15.636 | -      | 138.096 |
| 2012 | 141.669        | 18.996 | -      | 160.665 |
| 2013 | 155.502        | 18.578 | -      | 174.080 |
| 2014 | 175.328        | 23.057 | 384    | 234.579 |
| 2015 | 202.702        | 20.880 | -      | 255.283 |
| 2016 | 191.774        | 18.505 | -      |         |